# Ayrshire (race)
Pour les articles homonymes, voir Ayrshire.
L'Ayrshire est une race bovine britannique. Elle a porté successivement les noms de dunlop puis cunningham.

## Origine et répartition

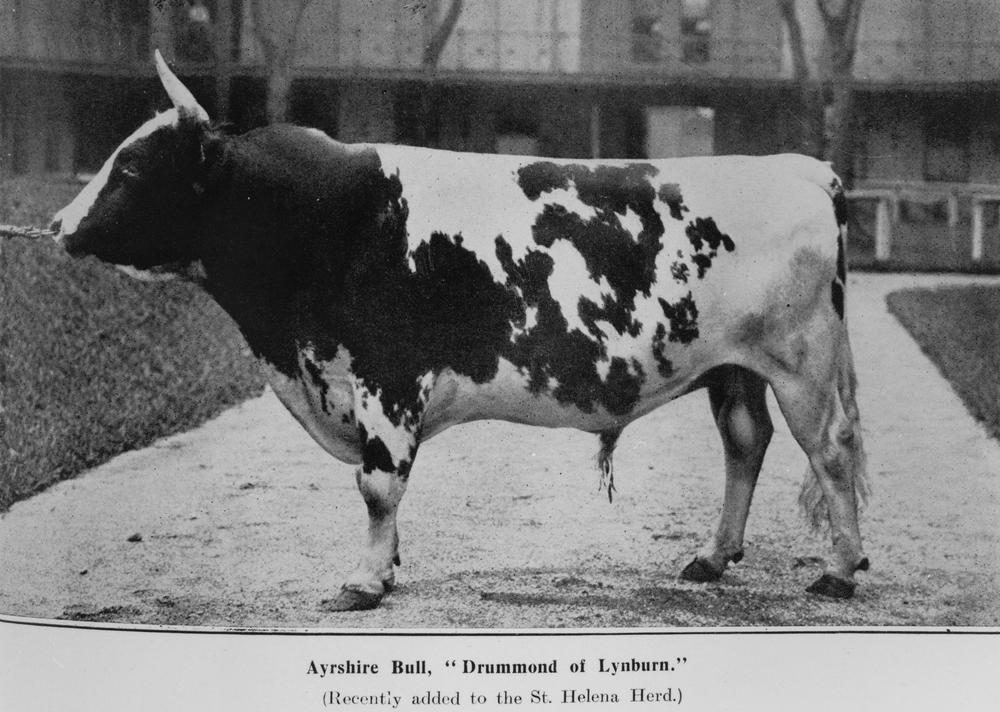
Taureau ayrshire en 1912

Elle provient du comté d'Ayr en Écosse, sous un climat froid et humide où elle est remarquablement adaptée. Elle fait partie du rameau celtique. Au XVIIIe siècle, du bétail noir originel peu productif a été croisé avec la race teeswater (aujourd'hui disparue et ancêtre de la shorthorn) ainsi qu'avec du bétail issu des îles Anglo-Normandes (jersiaise et guernesey) 
Ses effectifs ont diminué au Royaume-Uni sous la pression des holsteins, mais sa présence est importante en Amérique du Nord et dans des pays nordiques (Suède et Finlande). Elle est mieux adaptée que la holstein en région froide. 
Hors de sa région d'origine, elle a été croisée avec d'autres races afin d'améliorer sa productivité ou son adaptation: red holstein ou rouge de la Baltique.

## Morphologie

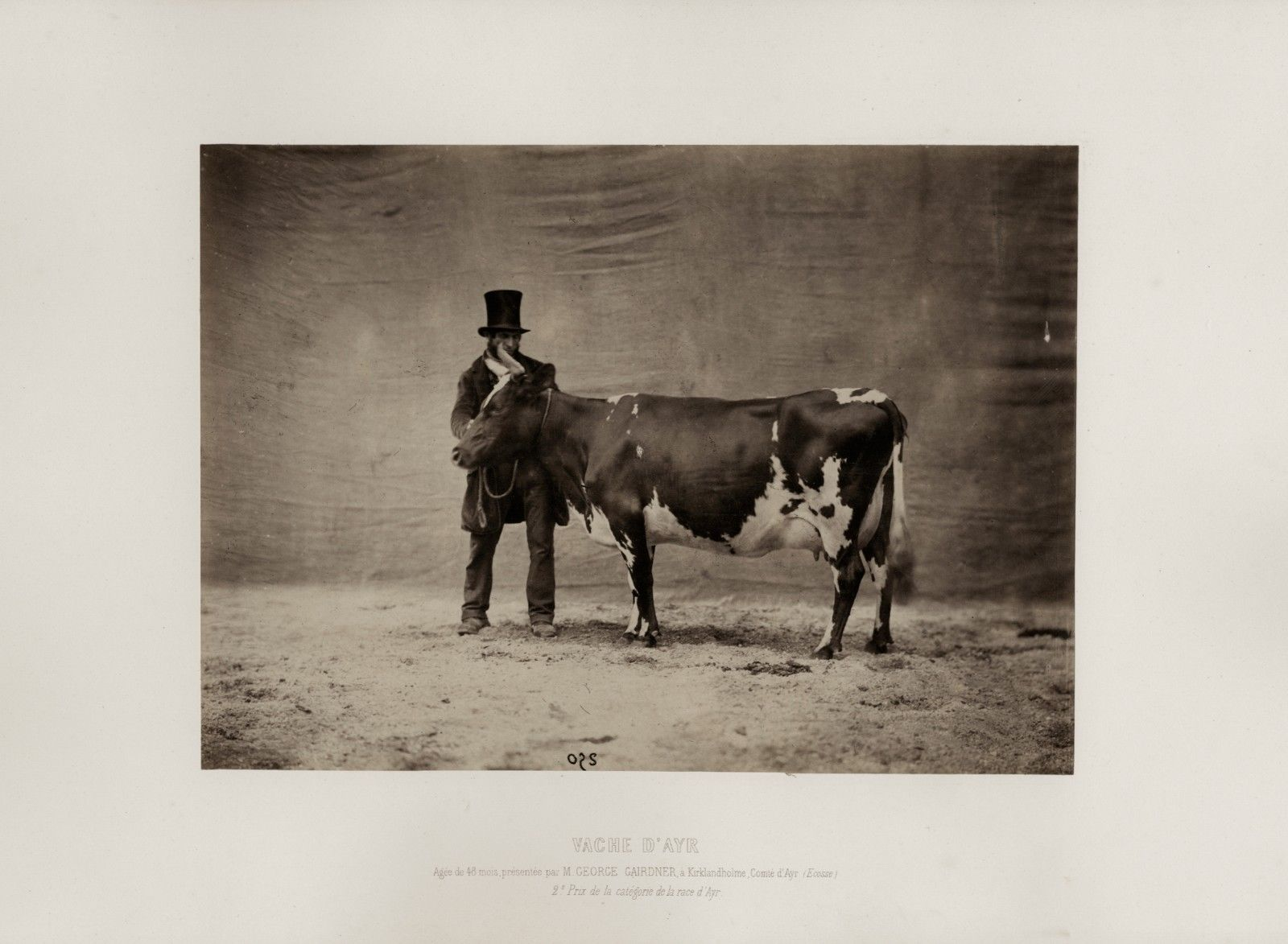
Vache d'Ayr au Concours général agricole de 1856. Photo d'Adrien Tournachon.

Elle porte une robe pie rouge (rouge acajou majoritaire, mais les nuances peuvent aller du fauve au presque noir) et des cornes en lyre haute. Les muqueuses sont couleur rose chair. 
C'est une race de taille moyenne à grande. La vache mesure 138 cm pour 550-600 kg et le taureau 145 cm pour 850-900 kg. Elle a des mamelles bien conformées et bien adaptées à la traite mécanique.

## Aptitudes

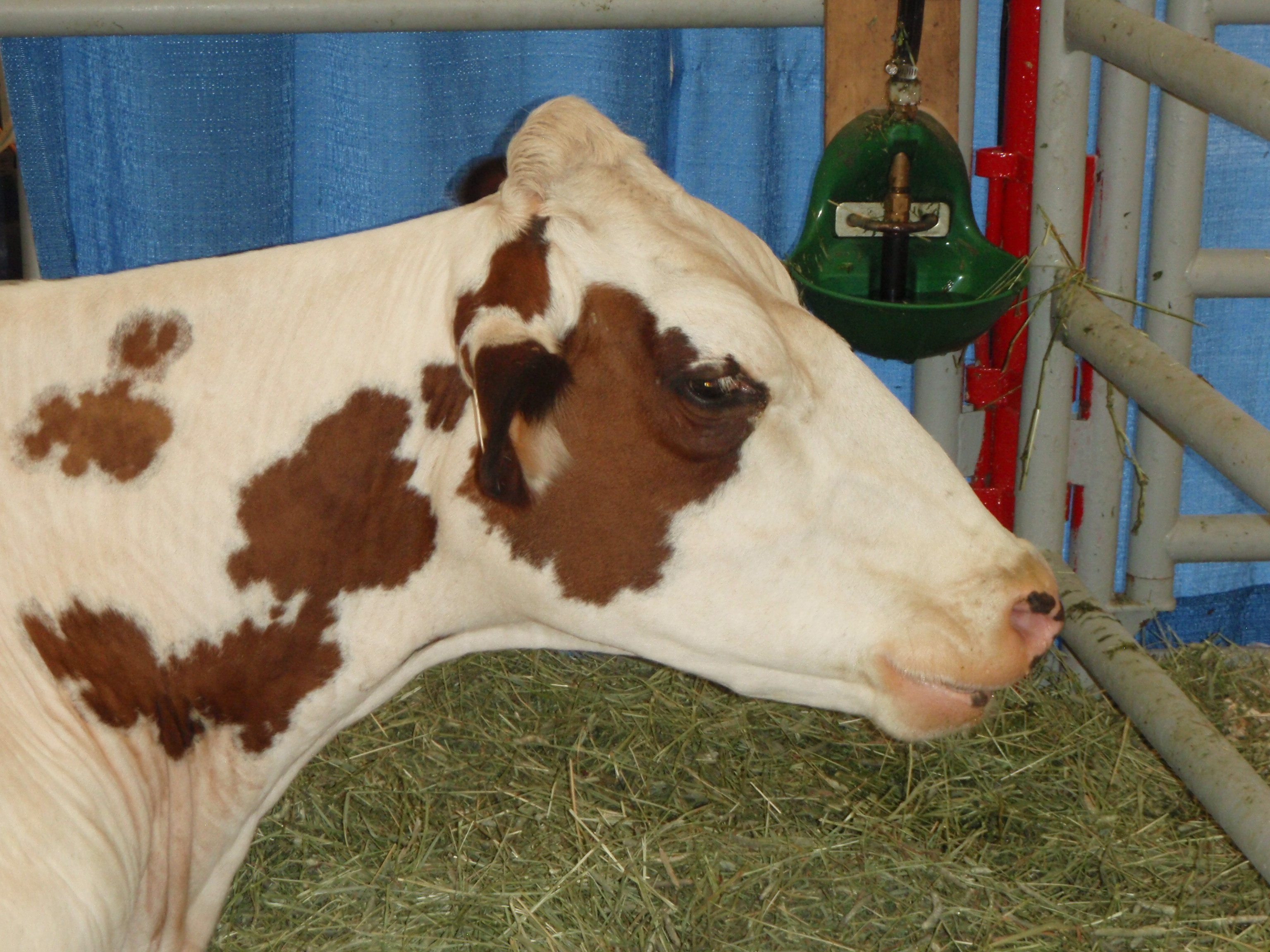
Ayrshire canadienne décornée à Calgary.

C'est une race classée laitière. Sa production est intéressante, avec des lactations de 7 000 litres, mais surtout des taux butyreux et protéique élevés et optimums pour la production beurrière et fromagère. Sa conformation de carcasse ne permet qu'une production secondaire de viande, ce qui a pour conséquence une valorisation moyenne des vaches de réforme. 
C'est une espèce rustique grâce à la sélection naturelle de son terroir d'origine, mais elle s'adapte bien à la production intensive (stabulation). Elle est la race laitière la plus efficace sur les sols acides avec un climat humide et froid (raison de son succès au Canada et dans des pays nordiques). Les jeunes ont une bonne précocité sexuelle. La vache est fertile et ne présente pas de problèmes au vêlage.